# Club de Tast de Sitges
El Club de Tast de Sitges és una associació gastronòmica de Sitges fundada el 1985. És coneguda principalment per l'organització del Menjar de Tast, després TastaSitges, esdeveniment gastronòmic anual.

## Història
L'any 1984 la junta directiva del Gremi d'Hostaleria de Sitges decidí organitzar una jornada de degustació gastronòmica, el Menjar de Tast, que aplegués els diversos sectors representats pel Gremi. En l'any següent, i vist l'èxit d'aquella primera jornada, les entitats organitzadores decidiren constituir-se en entitat cultural en el marc del Gremi centrada en la promoció culinària de la vila garrafenca. Des d'aleshores, l'associació organitzà anualment el Menjar de Tast i ocasionalment ha participat en altres iniciatives promocionals de la cuina sitgetana, com la presència en el festival de cinema o als actes de la Verema.
El 1985 es va organitzar el Sopar de la Cuina del Cava. Per la Mercè del 1990 l'entitat va participar amb parada pròpia a la XI Mostra de cuina barcelonina. Posteriorment va organitzar les jornades gastronòmiques El Menú dels Americanos i Homenatge a Manuel Vázquez Montalbán (2004), amb la confecció de plats esmentats per l'autor en les seves novel·les).
L'entitat ha estat autora de diverses publicacions: ultra el programa de mà del Menjar de Tast, publicació que a partir d'un determinat moment comprengué un receptari dels plats presentats, l'entitat també ha fet la revista Menjar a Sitges (2001-2005) i altres publicacions de forma puntual. El Club també fou autor del «Passaport Gastronòmic» una cartilla que se segellava en els diversos restaurants quan s'hi feia un àpat i que, un cop complimentada, permetia dinar de franc a qualsevol dels establiments associats.
El Club ha rebut diversos reconeixements públics, com el Premio Pedro Rovira de la Chaine des Rotisseurs (1986, 1987), el Diploma Turístic de Catalunya 2003 i el Premi ADEG de Comunicació 2005. Al setembre del 2010 l'Ajuntament i el Gremi d'Hostaleria de Sitges van organitzar l'exposició «XXV Anys del menjar de Tast de Sitges» a l'edifici Miramar de la vila, i el 2015 el consistori va distingir el Club amb el XVIII Premi Especial dels Premis Sitges. L'any 2013 el Menjar de Tast fou substituït pel Tasta Sitges, una iniciativa en la qual els diversos establiments associats ofereixen durant una setmana un plat degustació cadascun a un preu comú. El 2016 se'n va fer la quarta edició.
L'any 2016 el Club comptava amb catorze restaurants sitgetans.

## El Menjar de Tast (1984-2011) i Tasta Sitges (2013-)
El Menjar de Tast era una mostra gastronòmica de plats cuinats per una selecció de restaurants sitgetans. El públic podia adquirir un tiquet que els donava a dret a menjar un nombre de plats, postres i begudes. En la primera edició, del 1984, els restaurants participants eren Els 4 Gats, Ródenas, La Torreta, Subur, Mare-Nostrum, La Brasa-Calípolis, La Nansa-Rafecas, La Masia, Velero-César (tots de Sitges) i Gran Casino de Barcelona (de Sant Pere de Ribes). L'acte tenia lloc a l'envelat que es bastia per al banquet del Ral·li de Cotxes d'Èpòca organitzat pel Foment de Turisme de Sitges. El Menjar es va continuar celebrant ininterrompudament a l'envelat fins a l'any 1991. Als anys 1993 a 1995 s'organitzà als jardins del Casino Prado, i el Menjar va prendre la forma d'unes jornades gastronòmiques que duraven tres dies, i on s'anaven rellevant els restaurants participants.
Després d'un any de descans, el Menjar en format d'un sopar de degustació va celebrar-se a l'Hort de Can Falç, un parc de Sitges, on va tornar des d'aleshores cada octubre. Per l'àpat de cada any es confeccionà un cartell, un plat de recordatori pels participants i un programa de mà. Des del 1995, el programa es titulà «Menjar de Tast XX : Receptari».
L'any 2010 es donà una xifra de huit cents assistents anuals. Certs any, hi participen també pastisseries, tavernes, cellers i l'edició del 2011 es va destacar per una delegació de quinze restaurants de la Cerdanya, amenitzada per la Sitjazz Band. El cartell sempre va ser dissenyat per pintors sitgetans, principalment Manuel Blesa, excepte el primer any, quan el va realitzar Agustí Albors i Soler, i el darrer, de Pilar Mena.